# Olga Kosakiewicz
Olga Kosakiewicz (ukrainien : Ольга Козакевич), née le 6 novembre 1915 (ou 1917) à Kiev et morte en 1983, est une personnalité française d’origine en partie ukraino-polonaise.

## Biographie

### Famille
Olga Kosakiewicz est la fille de Victor Kosakiewicz, ingénieur russe, et de Marie Marthe Dangosse, domiciliés à L'Aigle dans les années 1930. Sa sœur est Wanda Kosakiewicz et faillit épouser Sartre.
Elle fait ses études au lycée Jeanne-d'Arc à Rouen où elle obtient son baccalauréat en 1933.
Simone de Beauvoir est sa professeure.

### Membre de la «famille»
Amie de Jean-Paul Sartre et de Simone de Beauvoir, elle forma avec eux un trio (ménage à trois) puis devint l’épouse de Jacques-Laurent Bost. Leur mariage eut lieu le 21 octobre 1946 à Paris avec pour témoins Simone de Beauvoir et Jean-Paul Sartre. Le couple est alors domicilié au no 11bis rue Jules-Chaplain.

### Muse
Elle servit de modèle au personnage de Xavière dans L’Invitée, de Simone de Beauvoir, au personnage d'Ivitch dans Les Chemins de la liberté, de Sartre, et fut actrice de théâtre. Elle joua le rôle d'Électre dans Les Mouches mis en scène par Charles Dullin dont elle suivait les cours d'art dramatique.
Elle signa le Manifeste des 343 « Je me suis fait avorter » sous le nom d'Olga Bost.
Elle mourut de la tuberculose en 1983.

## Filmographie
- Simone de Beauvoir (1978) de Josée Dayan et Malka Ribowska